# Dendronephthya

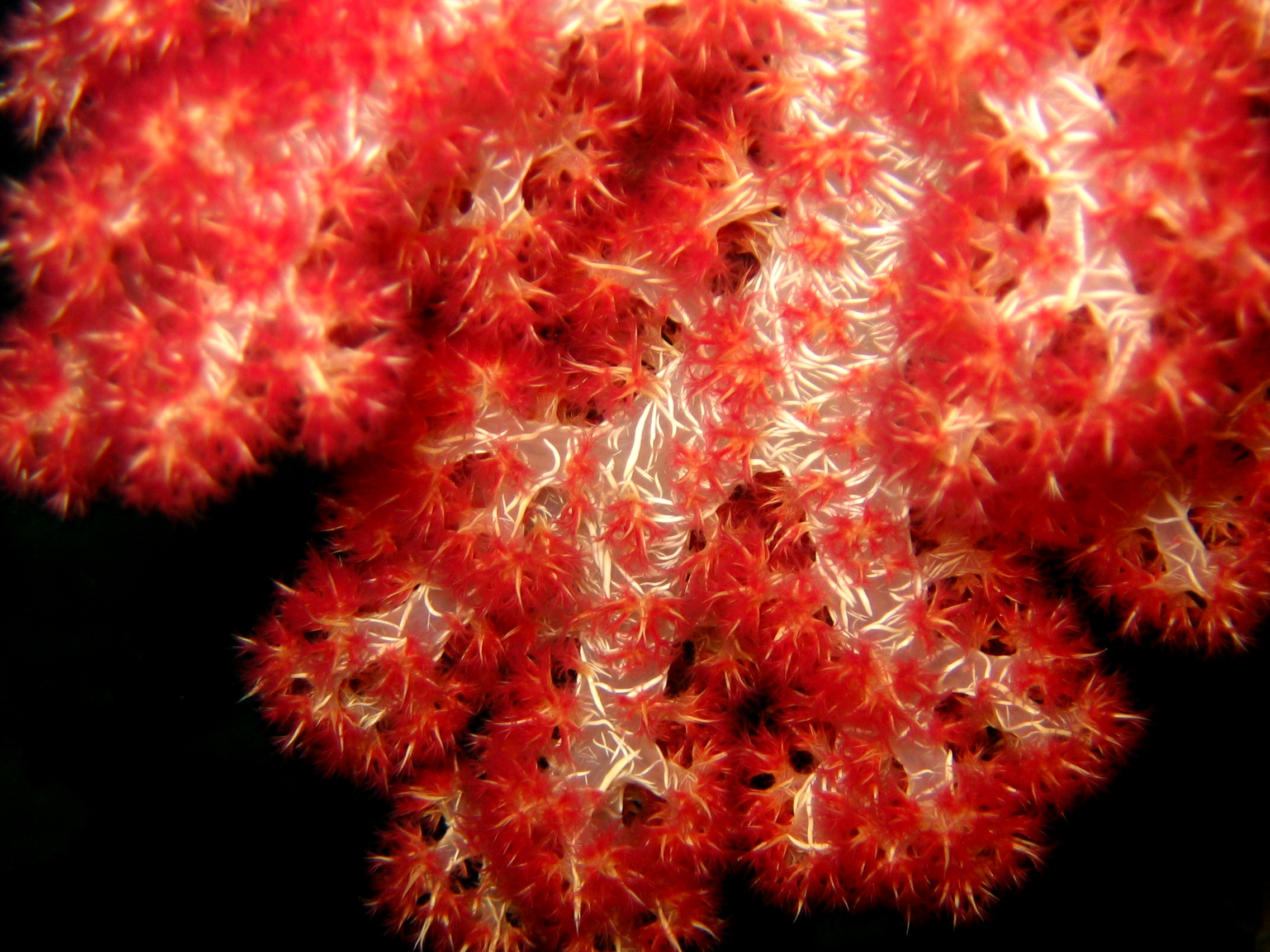
Dendronephthya mostrando los escleritos a través de su tejido.

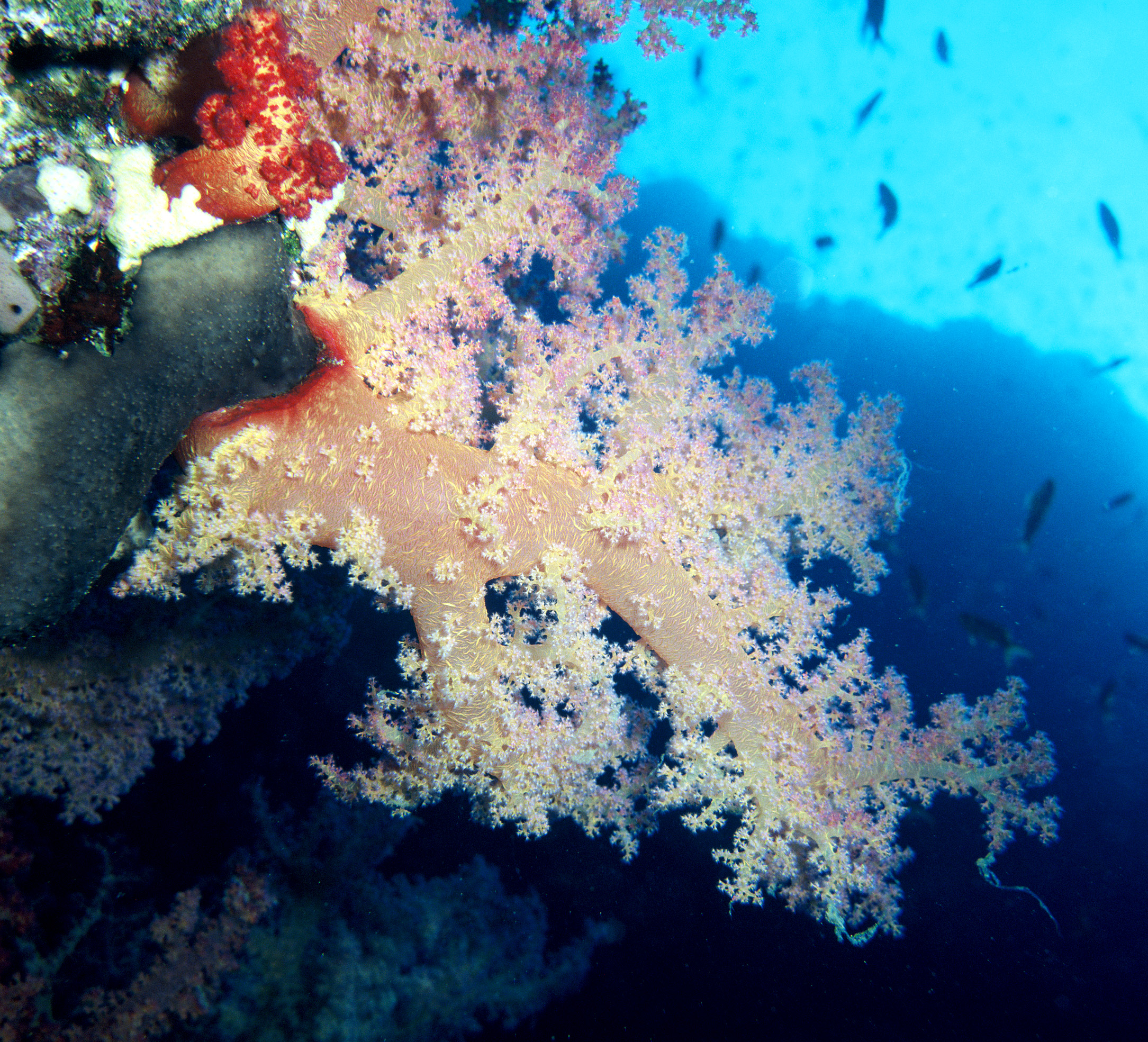

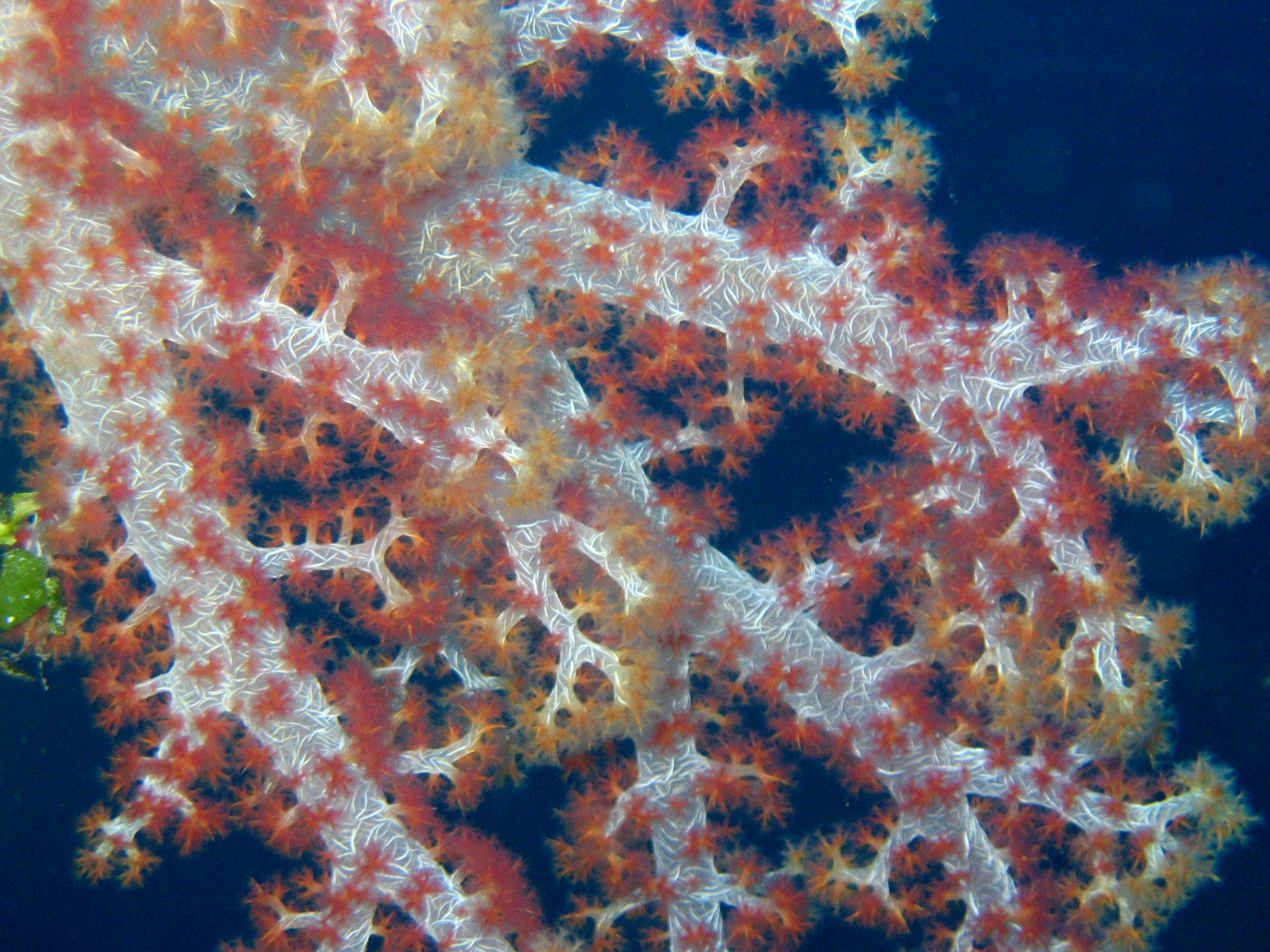
Dendronephthya con pólipos autozoides de diferente color.

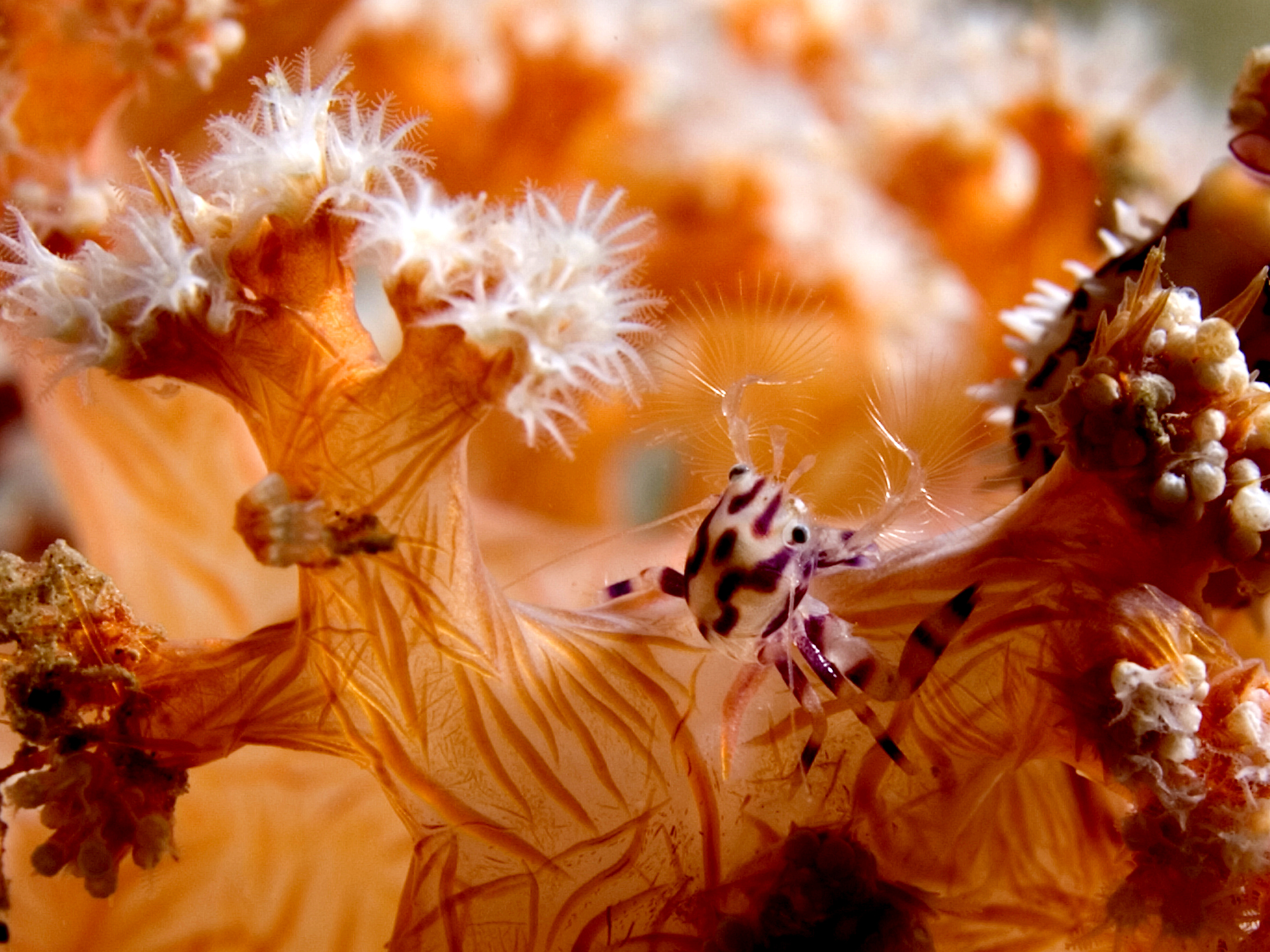
Cangrejo porcelana en Dendronephthya.

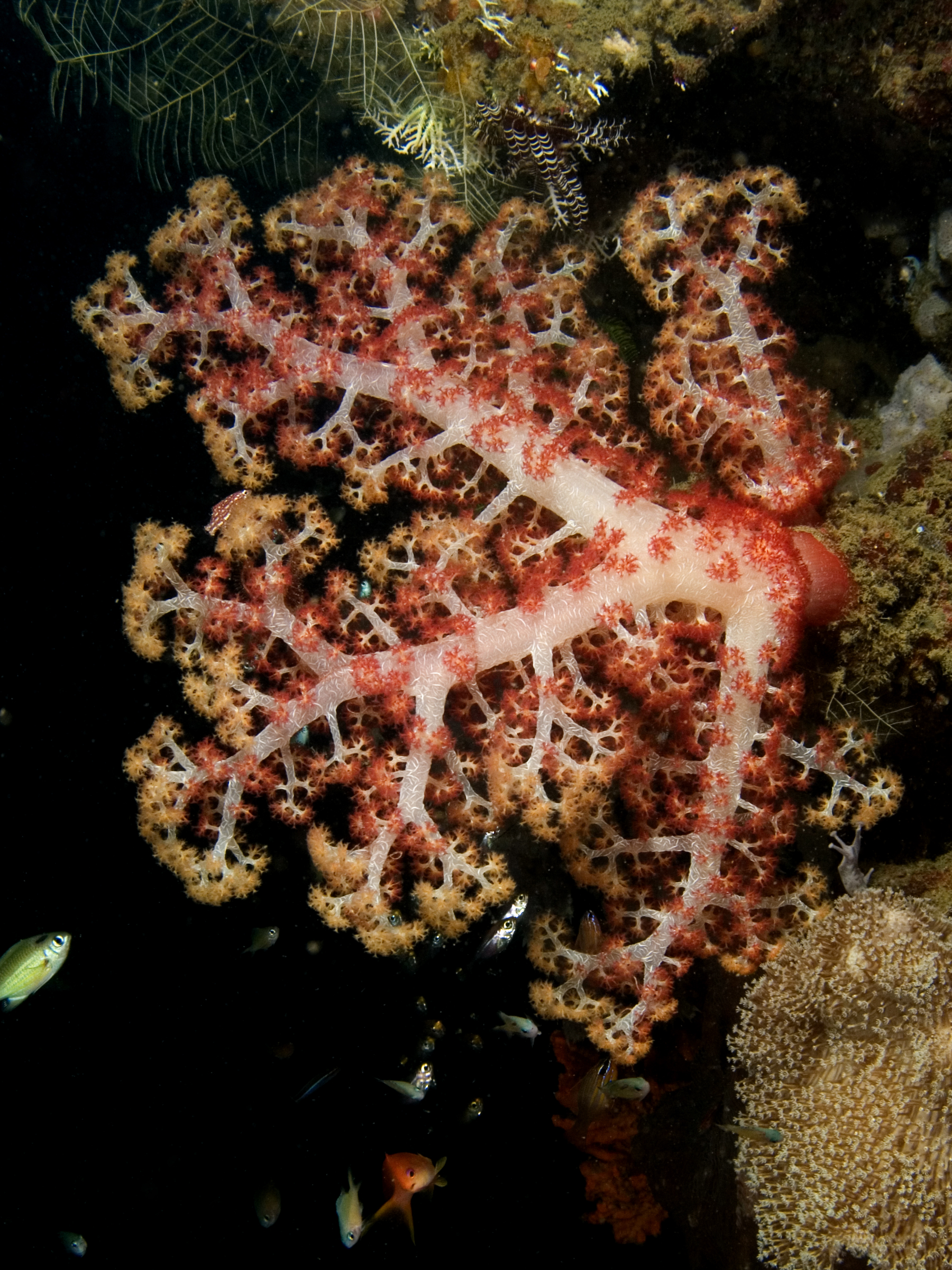

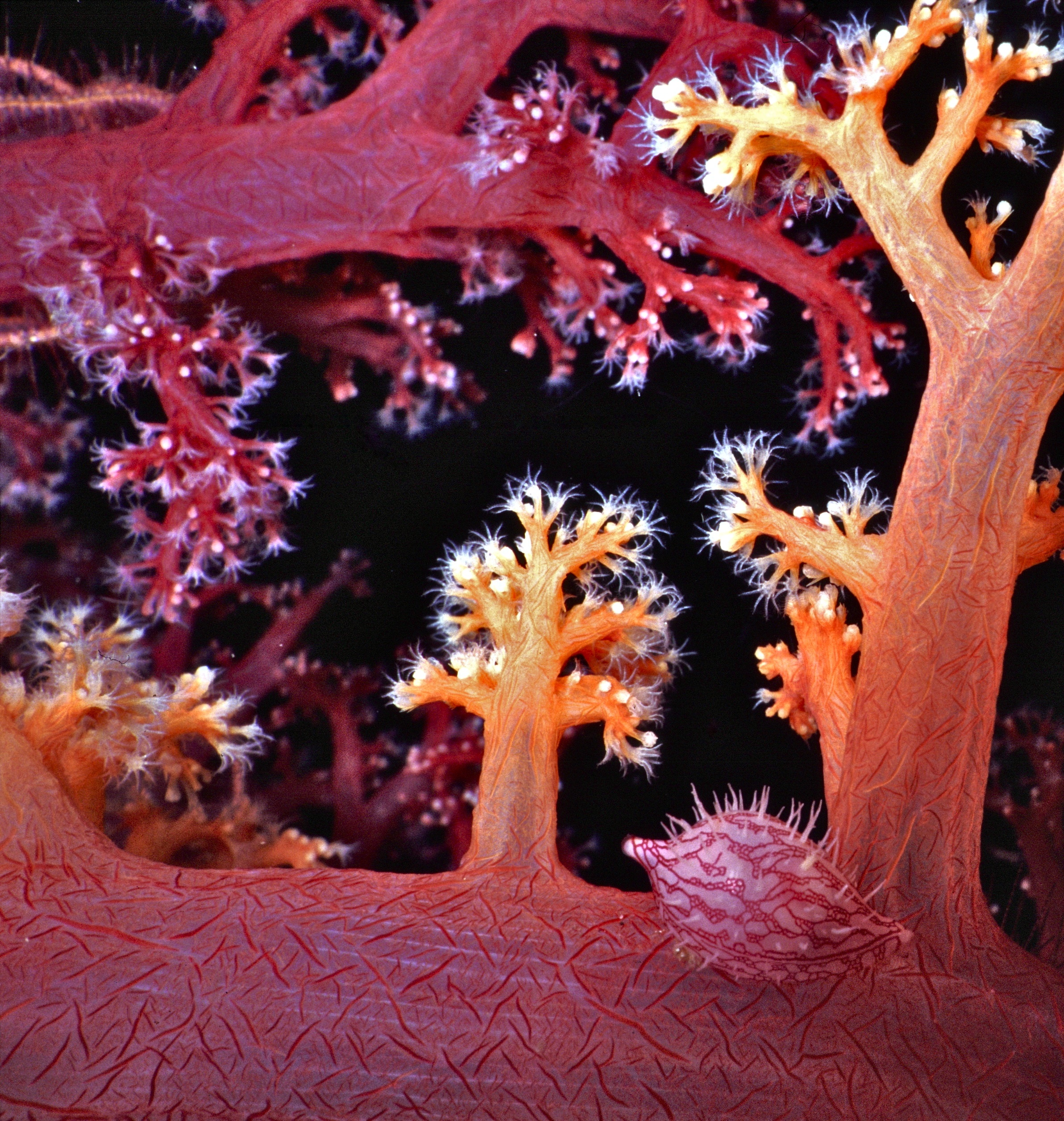
Caracol Diminovula sp sobre Dendronephthya

Dendronephthya es un género de corales que pertenece a la familia Nephtheidae, orden Alcyonacea.  
Su nombre deriva de las palabras griegas dendro, que significa árbol, y nephos, que significa nube. Su nombre común es coral árbol.
Son de los llamados corales blandos, así denominados porque, al contrario de los corales duros, del orden Scleractinia, no generan un esqueleto de carbonato cálcico, por lo que no son generadores de arrecife. 
Sus especies son de los corales más vistosos y espectaculares. 

## Morfología
Corales blandos ramificados, de colores brillantes y con espículas prominentes, a menudo de otro color. Pueden ser rosas, rojos, púrpuras, amarillos, naranjas o combinaciones de varios de estos colores. Como es habitual en la familia Nephtheidae, en ocasiones pueden cambiar de color. 
Poliparios ramificados. Pólipos no retráctiles, cada uno con un manojo de escleritos que lo soporta. Los escleritos son de muy diversa forma. Pólipos agrupados pero sin formar amentos. Sus ocho tentáculos son cortos y robustos, dispuestos en forma de disco cuando se expanden por completo.
Tienen canales gastrovasculares por todo su cuerpo para posibilitar la ingesta y expulsión de agua.
Las formas de la colonia pueden ser: 
- Pólipos en pequeños ramilletes insignificantes, sobre ramas estilizadas con escasa ramificación ("divaricados"),

- Pólipos en grandes ramos redondeados, sobre ramas cortas y juntas ("glomerados"),

- Pólipos en ramos, situados muy juntos y al mismo nivel, al final de finas ramas, formando coronas semejantes a paraguas ("umbelados").[1]

Algunas especies alcanzan los 2 m de altura y 1 m de diámetro, aunque lo normal son 20 cm de altura.

## Especies
El Registro Mundial de Especies Marinas acepta las siguientes 252 especies en el género:
- Dendronephthya acaulis Kükenthal, 1906
- Dendronephthya aculeata Kükenthal, 1905
- Dendronephthya agaricoides Henderson, 1909
- Dendronephthya alba Utinomi, 1952
- Dendronephthya albogilva Henderson, 1909
- Dendronephthya alcocki Thomson & Henderson, 1906
- Dendronephthya alexanderi Nutting, 1908
- Dendronephthya amaebisclera Thomson & Dean, 1931
- Dendronephthya ambigua Henderson, 1909
- Dendronephthya andamanensis Henderson, 1909
- Dendronephthya andersoni Henderson, 1909
- Dendronephthya anguina Wright & Studer, 1889
- Dendronephthya annectens Sherriffs, 1922
- Dendronephthya arakanensis Henderson, 1909
- Dendronephthya arborea May, 1899
- Dendronephthya arbuscula Henderson, 1909
- Dendronephthya argentea Kükenthal, 1905
- Dendronephthya armata Holm, 1895
- Dendronephthya armifer Thomson & Dean, 1931
- Dendronephthya aruensis Kükenthal, 1910
- Dendronephthya aspera Tixier-Durivault & Prevor, 1960
- Dendronephthya aurantiaca Thomson & Henderson, 1906
- Dendronephthya aurea Utinomi, 1952
- Dendronephthya aurora Ridley, 1887
- Dendronephthya australis Kükenthal, 1905
- Dendronephthya biformata Harrison, 1908
- Dendronephthya binongkoensis Verseveldt, 1966
- Dendronephthya boletiformis Ridley, 1887
- Dendronephthya bonnieri Verseveldt, 1960
- Dendronephthya booleyi Henderson, 1909
- Dendronephthya boschmai Verseveldt, 1966
- Dendronephthya brachycaulos Henderson, 1909
- Dendronephthya brevirama Burchardt, 1898
- Dendronephthya bruuni Verseveldt & van Ofwegen, 1991
- Dendronephthya caerula Kükenthal, 1905
- Dendronephthya candida Pütter, 1900
- Dendronephthya carnea Wright & Studer, 1889
- Dendronephthya castanea Utinomi, 1952
- Dendronephthya cervicornus Wright & Studer, 1889
- Dendronephthya chimnoi Harrison, 1908
- Dendronephthya cirsium Kükenthal, 1905
- Dendronephthya clara Tixier-Durivault & Prevor, 1960
- Dendronephthya clavata Kükenthal, 1905
- Dendronephthya cocosiensis Henderson, 1909
- Dendronephthya colemani Verseveldt, 1977
- Dendronephthya collaris Wright & Studer, 1889
- Dendronephthya colombiensis Henderson, 1909
- Dendronephthya composita Tixier-Durivault & Prevor, 1962
- Dendronephthya conica Henderson, 1909
- Dendronephthya coronata Wright & Studer, 1889
- Dendronephthya costatorubra Henderson, 1909
- Dendronephthya crassa Tixier-Durivault & Prevor, 1960
- Dendronephthya crosslandi Thomson & Henderson, 1906
- Dendronephthya crystallina Henderson, 1909
- Dendronephthya curvata Kükenthal, 1905
- Dendronephthya decipiens Henderson, 1909
- Dendronephthya decussatospinosa Utinomi, 1952
- Dendronephthya delicatissima Henderson, 1909
- Dendronephthya dendritica Utinomi, 1954
- Dendronephthya dendrophyta Wright & Studer, 1889
- Dendronephthya densa Kükenthal, 1906
- Dendronephthya depressa Kükenthal, 1895
- Dendronephthya devexa Tixier-Durivault & Prevor, 1960
- Dendronephthya dichotoma Henderson, 1909
- Dendronephthya disciformis Kükenthal, 1905
- Dendronephthya divaricata Gray, 1862
- Dendronephthya doederleini Kükenthal, 1905
- Dendronephthya dofleini Kükenthal, 1905
- Dendronephthya dollfusi Tixier-Durivault & Prevor, 1962
- Dendronephthya dromidicola Utinomi, 1952
- Dendronephthya eburnea Kükenthal, 1905
- Dendronephthya echinata Tixier-Durivault & Prevor, 1959
- Dendronephthya ehrenbergi Kükenthal, 1904
- Dendronephthya electa Tixier-Durivault & Prevor, 1962
- Dendronephthya elegans Harrison, 1908
- Dendronephthya elongata Henderson, 1909
- Dendronephthya erinacea Kükenthal, 1905
- Dendronephthya fallax Tixier-Durivault & Prevor, 1962
- Dendronephthya featherensis Verseveldt, 1977
- Dendronephthya filigrana Kükenthal, 1906
- Dendronephthya fischeri Tixier-Durivault & Prevor, 1960
- Dendronephthya flabellifera Studer, 1888
- Dendronephthya flammea Sherriffs, 1922
- Dendronephthya flava May, 1899
- Dendronephthya florida Esper, 1791
- Dendronephthya foliata Henderson, 1909
- Dendronephthya folifera Pütter, 1900
- Dendronephthya formosa Gravier, 1908
- Dendronephthya fragilis Tixier-Durivault & Prevor, 1960
- Dendronephthya furcata Utinomi, 1952
- Dendronephthya fusca Studer, 1894
- Dendronephthya ganjamensis Henderson, 1909
- Dendronephthya gardineri Thomson & Mackinnon, 1909
- Dendronephthya gigantea Verrill, 1864
- Dendronephthya gilva Henderson, 1909
- Dendronephthya gloriosa Utinomi, 1952
- Dendronephthya golgotha Utinomi, 1952
- Dendronephthya gracillima Kükenthal, 1905
- Dendronephthya grandiflora Henderson, 1909
- Dendronephthya gravieri Kükenthal, 1910
- Dendronephthya gregoriensis Henderson, 1909
- Dendronephthya griffini Roxas, 1933
- Dendronephthya guggenheimi Roxas, 1933
- Dendronephthya habereri Kükenthal, 1905
- Dendronephthya hadzii Tixier-Durivault & Prevor, 1959
- Dendronephthya halterosclera Thomson & Dean, 1931
- Dendronephthya harrisoni Henderson, 1909
- Dendronephthya hartmeyeri Kükenthal, 1903
- Dendronephthya hemprichi Klunzinger, 1877
- Dendronephthya heterocyathus Wright & Studer, 1889
- Dendronephthya hicksoni Kükenthal, 1905
- Dendronephthya hirsuta Tixier-Durivault & Prevor, 1960
- Dendronephthya hyalina Kükenthal, 1905
- Dendronephthya hystricosa Verseveldt & van Ofwegen, 1991
- Dendronephthya inconfusa Tixier-Durivault & Prevor, 1962
- Dendronephthya inermis Henderson, 1909
- Dendronephthya inhacaensis Verseveldt, 1960
- Dendronephthya investigata Tixier-Durivault & Prevor, 1962
- Dendronephthya involuta Kükenthal, 1895
- Dendronephthya irregularis Henderson, 1909
- Dendronephthya japonica Kükenthal, 1905
- Dendronephthya jucunda Tixier-Durivault & Prevor, 1960
- Dendronephthya klunzingeri Studer, 1888)
- Dendronephthya koellikeri Kükenthal, 1905
- Dendronephthya kukenthali Gravier, 1908
- Dendronephthya kukenthali Thomson & Henderson, 1906
- Dendronephthya lanxifera Holm, 1895
- Dendronephthya latipes Tixier-Durivault & Prevor, 1960
- Dendronephthya laxa Wright & Studer, 1889
- Dendronephthya lokobeensis Verseveldt
- Dendronephthya longicaulis Kükenthal, 1905
- Dendronephthya longispina Henderson, 1909
- Dendronephthya lutea Kükenthal, 1905
- Dendronephthya macrocaulis Henderson, 1909
- Dendronephthya macrospina Wright & Studer, 1889
- Dendronephthya magna Tixier-Durivault & Prevor, 1960
- Dendronephthya magnacantha Nutting, 1912
- Dendronephthya malabarensis Henderson, 1909
- Dendronephthya malaya Roxas, 1933
- Dendronephthya manyanensis Roxas, 1933
- Dendronephthya marenzelleri Kükenthal, 1905
- Dendronephthya masoni Henderson, 1909
- Dendronephthya maxima Kükenthal, 1905
- Dendronephthya mayi Kükelthal, 1904)
- Dendronephthya merguiensis Henderson, 1909
- Dendronephthya mertoni Kükenthal, 1910
- Dendronephthya mexicana Kükenthal, 1905
- Dendronephthya michaelseni Kükenthal, 1910
- Dendronephthya microspiculata Pütter, 1900
- Dendronephthya minima Verseveldt, 1966
- Dendronephthya mirabilis Tixier-Durivault & Prevorsek, 1962)
- Dendronephthya miriabilis Henderson, 1909
- Dendronephthya mirifica Tixier-Durivault, 1972
- Dendronephthya mollis Holm, 1895
- Dendronephthya monticulosa Wright & Studer, 1889
- Dendronephthya mortenseni Tixier-Durivault & Prevor, 1959
- Dendronephthya moseri Roxas, 1933
- Dendronephthya mucronata Pütier, 1900)
- Dendronephthya multispinosa Henderson, 1909
- Dendronephthya mutabilis Tixier-Durivault & Prevor, 1962
- Dendronephthya natalensis Tixier-Durivault & Prevor, 1960
- Dendronephthya nicobarensis Henderson, 1909
- Dendronephthya nigrescens Kükenthal, 1905
- Dendronephthya nigripes Nutting, 1912
- Dendronephthya nigrotincta Ridley, 1887
- Dendronephthya nipponica Utinomi, 1952
- Dendronephthya noumeensis Verseveldt, 1974
- Dendronephthya novaezeelandiae Kükenthal, 1905
- Dendronephthya obtusa Henderson, 1909
- Dendronephthya ochracea Henderson, 1909
- Dendronephthya orientalis Henderson, 1909
- Dendronephthya ovata Henderson, 1909
- Dendronephthya oviformis Nutting, 1912
- Dendronephthya padavensis Henderson, 1909
- Dendronephthya palaoensis Utinomi, 1952
- Dendronephthya pallida Henderson, 1909
- Dendronephthya palmata Utinomi, 1952
- Dendronephthya parvula Henderson, 1909
- Dendronephthya pectinata Holm, 1895
- Dendronephthya pectinata Song, 1976
- Dendronephthya pellucida Henderson, 1909
- Dendronephthya pentagona Henderson, 1909
- Dendronephthya persica Henderson, 1909
- Dendronephthya pharonis Thomson & Macqueen, 1911
- Dendronephthya planoregularis Burchardt, 1898
- Dendronephthya puetteri Kükenthal, 1905
- Dendronephthya pulchella Utinomi, 1952
- Dendronephthya pulchra Thomson & Henderson, 1905
- Dendronephthya pumilio Studer, 1888
- Dendronephthya punctata Kükenthal, 1906
- Dendronephthya punicea Studer, 1888
- Dendronephthya purpurea Henderson, 1909
- Dendronephthya pustulosa Wright & Studer, 1889
- Dendronephthya pyriformis Verseveldt & van Ofwegen, 1991
- Dendronephthya quadrata Henderson, 1909
- Dendronephthya querciformis Kükenthal, 1906
- Dendronephthya radiata Kükenthal, 1905
- Dendronephthya ramulosa Gray, 1862
- Dendronephthya regia Verseveldt, 1968
- Dendronephthya repens Kükenthal, 1905
- Dendronephthya reticulata Thomson & Dean, 1931
- Dendronephthya revelata Tixier-Durivault & Prevor, 1962
- Dendronephthya rigida Studer, 1888
- Dendronephthya robusta Kükenthal, 1895
- Dendronephthya roemeri Kükenthal, 1911
- Dendronephthya rosamondae Boone, 1938
- Dendronephthya rosea Kükenthal, 1895
- Dendronephthya rubeola Henderson, 1909
- Dendronephthya rubescens Harrison, 1908
- Dendronephthya rubescens Thomson & Dean, 1931
- Dendronephthya rubra May, 1899
- Dendronephthya savignyi Ehrenberg, 1843
- Dendronephthya semperi Studer, 1888
- Dendronephthya simplex Sherriffs, 1922
- Dendronephthya sinaiensis Verseveldt, 1971
- Dendronephthya sinensis Pütter, 1900
- Dendronephthya snelliusi Verseveldt, 1966
- Dendronephthya speciosa Kükenthal, 1905
- Dendronephthya spinifera Holm, 1895)
- Dendronephthya spinosa Gray, 1862
- Dendronephthya spinulosa Gray, 1862
- Dendronephthya spissa Tixier-Durivault & Prevor, 1962
- Dendronephthya spongiosa Tixier-Durivault & Prevor, 1959
- Dendronephthya staphyloidea Verseveldt & van Ofwegen, 1991
- Dendronephthya stockci Verseveldt, 1968
- Dendronephthya stolonifera May, 1899
- Dendronephthya studeri Ridley, 1884
- Dendronephthya suensoni Holm, 1895
- Dendronephthya suesiana Thomson & Macqueen, 1907
- Dendronephthya suluensis Verseveldt, 1966
- Dendronephthya surugaensis Imahara, 1977
- Dendronephthya tabaensis Verseveldt & Cohen, 1971
- Dendronephthya tenera Holm, 1895
- Dendronephthya tenuis Tixier-Durivault & Prevor, 1960
- Dendronephthya thomsoni Harrison, 1908
- Dendronephthya thuja Henderson, 1909
- Dendronephthya tixierae d'Hondt, 1977
- Dendronephthya translucens Henderson, 1909
- Dendronephthya tripartita Henderson, 1909
- Dendronephthya tuberculata Utinomi, 1952
- Dendronephthya uliginosa Thomson & Henderson, 1906
- Dendronephthya umbellata Wright & Studer, 1889
- Dendronephthya utinomii Tixier-Durivault & Prevor, 1959
- Dendronephthya variata Henderson, 1909
- Dendronephthya varicolor Henderson, 1909
- Dendronephthya vervoorti Verseveldt & van Ofwegen, 1991
- Dendronephthya villosa Kükenthal, 1905
- Dendronephthya waitei Thomson & Mackinnon, 1911
- Dendronephthya weberi Verseveldt, 1966
- Dendronephthya wijsmanae Verseveldt, 1974
- Dendronephthya yamamotoi Utinomi, 1954
- Dendronephthya zanzibarensis Thomson & Henderson, 1906

## Alimentación
Son filtradores y se alimentan de fitoplancton. Suele hincharse de agua por la noche para alimentarse con sus pólipos autozoides, cuya única función es atrapar plancton, y se deshincha parcialmente durante el día. No es fotosintético.

## Reproducción
Sexual: son gonocóricos, o de sexos separados por colonia, y puesta pelágica. Asexual: por fisión longitudinal y por migración del pólipo.

## Hábitat y distribución
Suelen crecer bajo repisas. Necesitan una fuerte corriente de agua, generalmente unidireccionales. Son raros en lugares expuestos al oleaje. En ocasiones, en estuarios lodosos o aguas oceánicas profundas. En aguas someras bien iluminadas, sólo si están protegidas del oleaje y tienen fuerte corriente.
Profundidad: De aguas someras, algunas especies desde 5 m., a profundas, hasta 282 m. Generalmente, por debajo de 10 o 15 m.
Distribución: Indo-Pacífico tropical, desde África a Micronesia y Polinesia, incluyendo el Mar Rojo.

## Asociación
Algunos nudibranquios, de géneros Dermatobranchus y Armina suelen alimentarse de ellos, los primeros de pólipos individuales y Armina cygnea de grandes trozos del coral; cangrejos de coral del género Porcellanella, cangrejo araña del coral blando de Oates, moluscos del género Cypraea, crinoideos y ofiuras. 

## Mantenimiento
Son de los corales más difíciles de mantener en cautividad.  Hay que colocarlos en posición invertida, con los extremos de las ramificaciones hacia abajo, ya que suele ser su posición natural y beneficia sus funciones. 
Por otro lado, al requerir alimentación diaria de plancton, es difícil mantener las condiciones del agua del acuario correctas.  Conviene aditar elementos traza, especialmente yodo y estroncio.
Se recomienda su mantenimiento en cautividad tan solo por acuaristas expertos.

## Galería

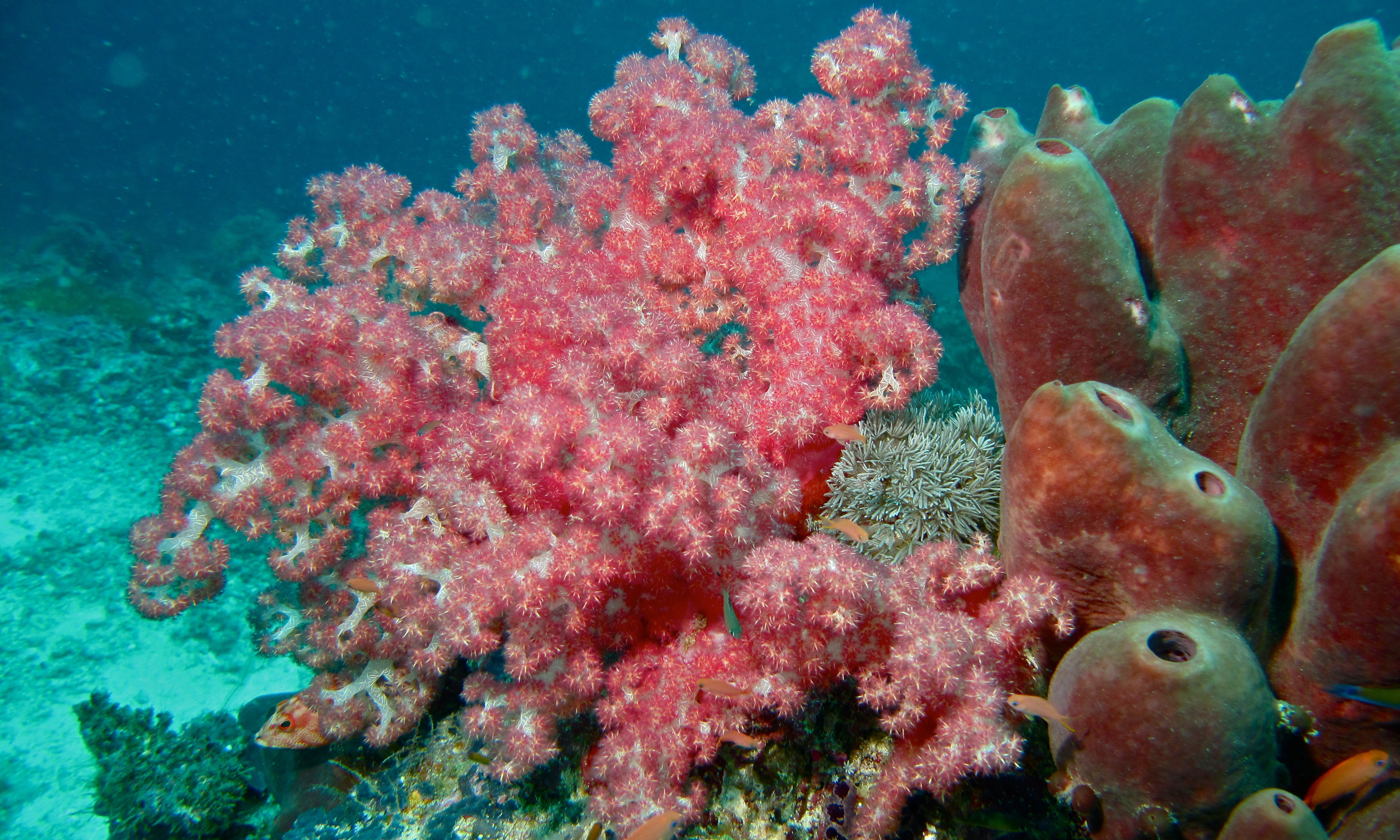
Dendronephthya sp. junto a esponjas en Sabah, Malasia
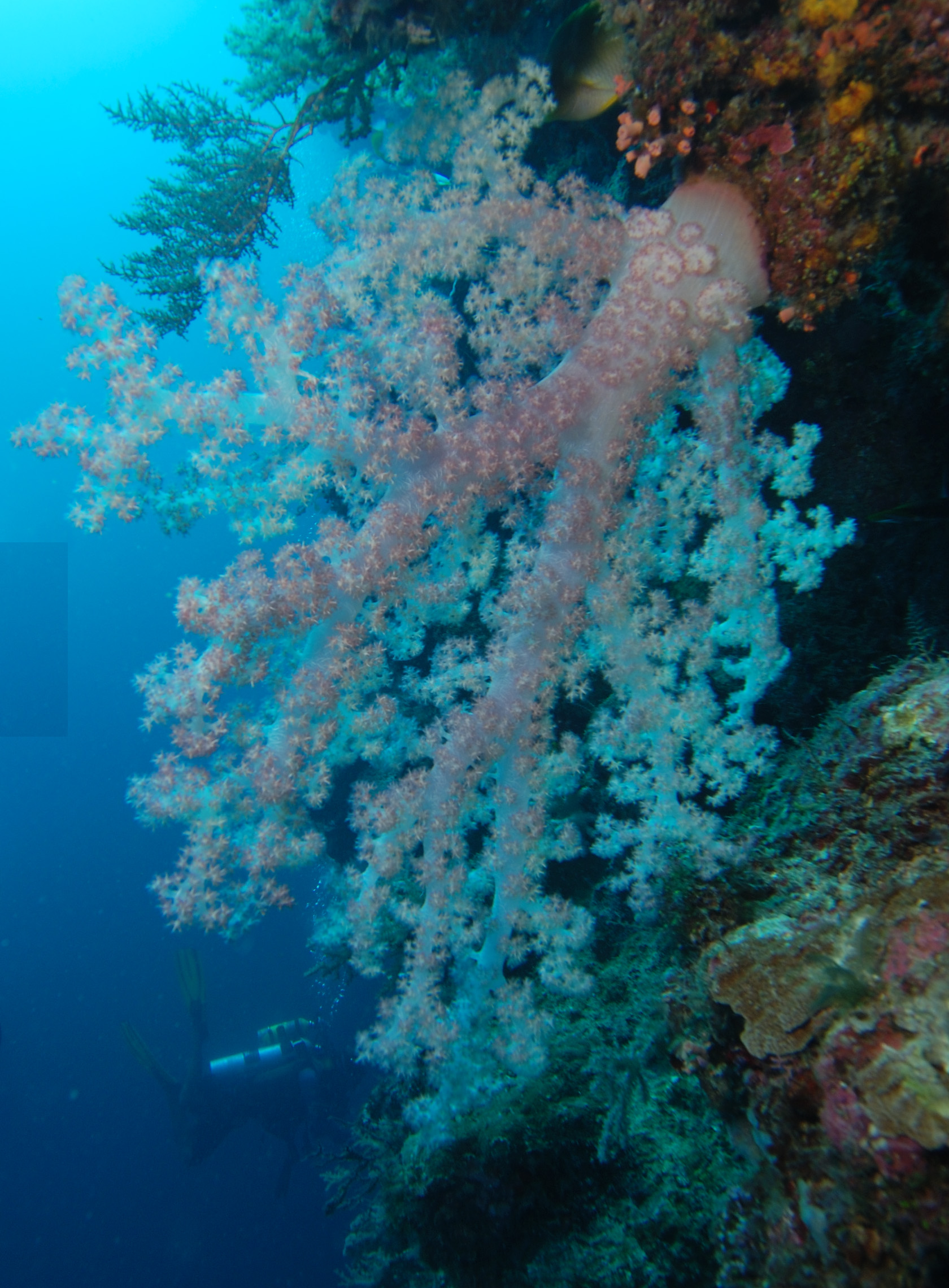
Dendronephthya klunzingeri
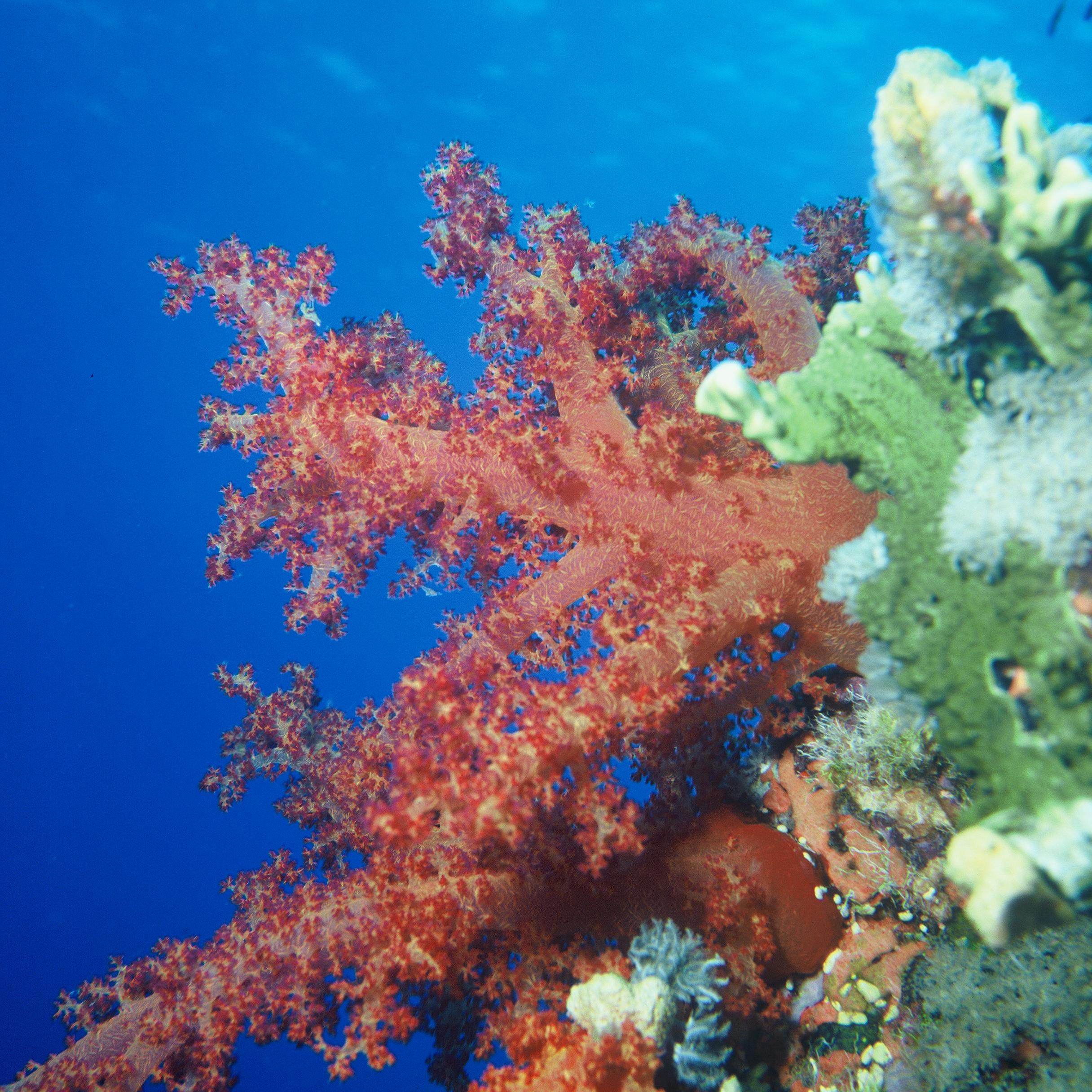
Dendronephthya sp. en el mar Rojo
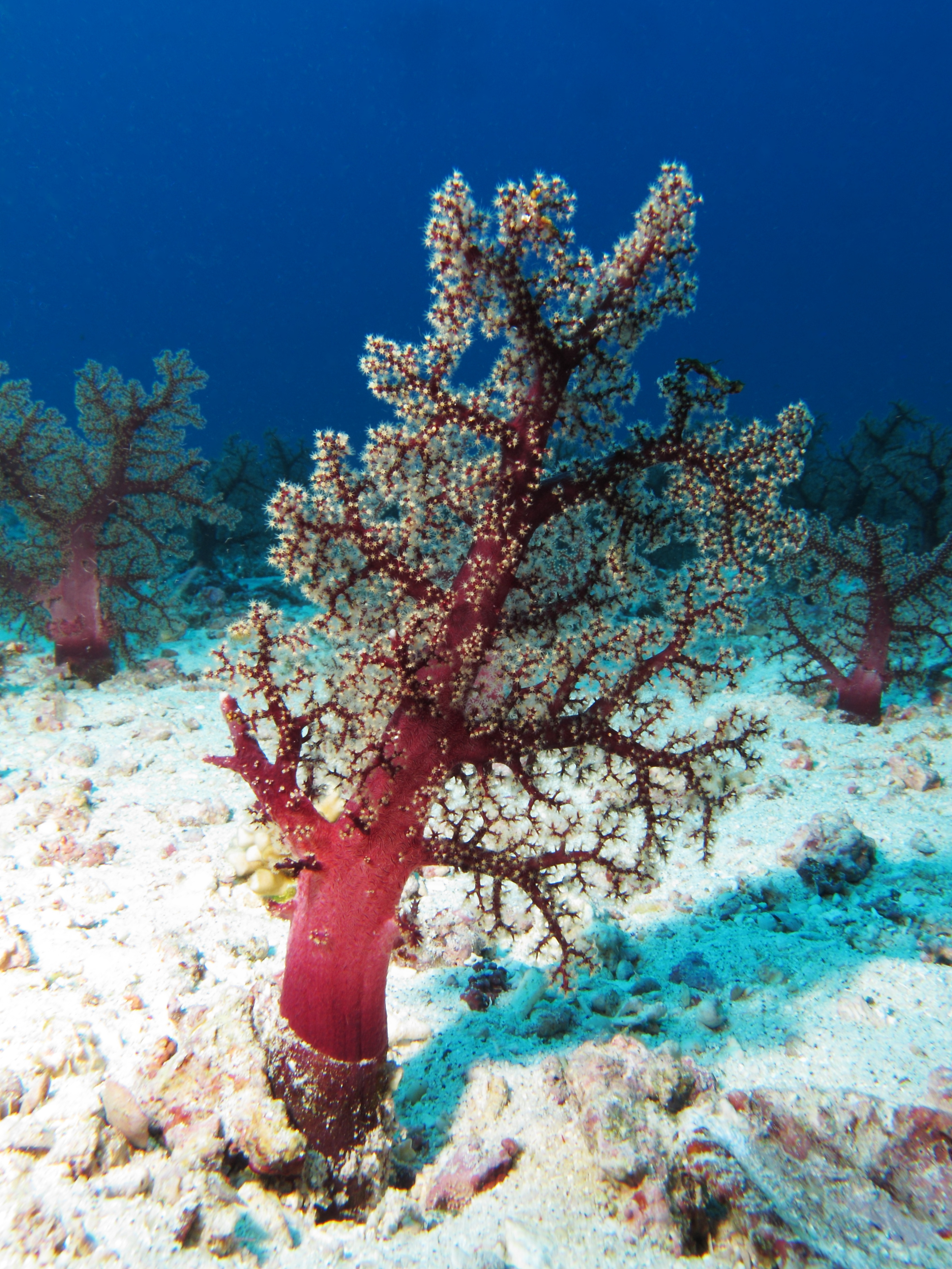
Colonias de Dendronephthya sp. en Komodo, Indonesia
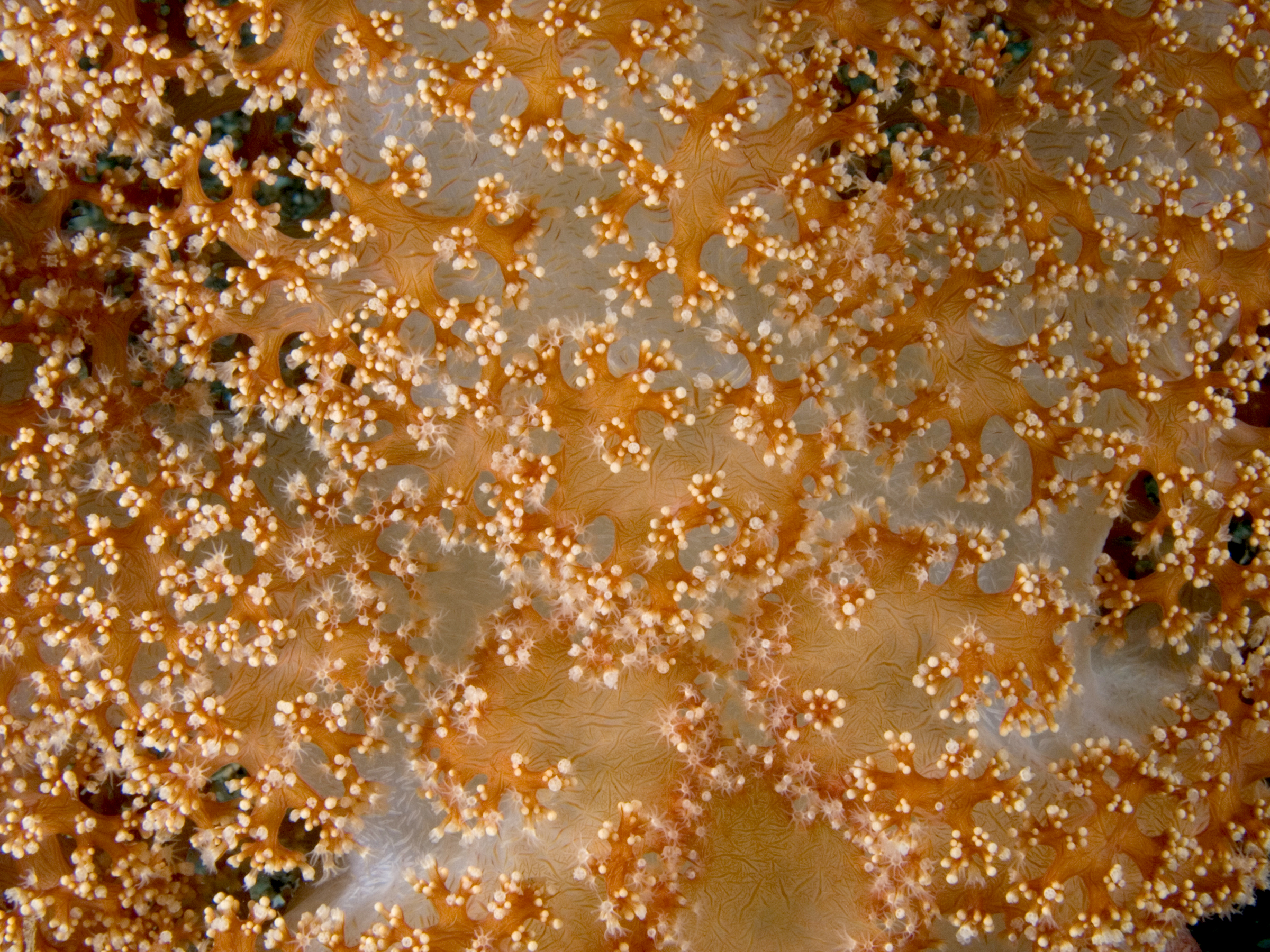
Vista de pólipos y escleritos de Dendronephthya sp.
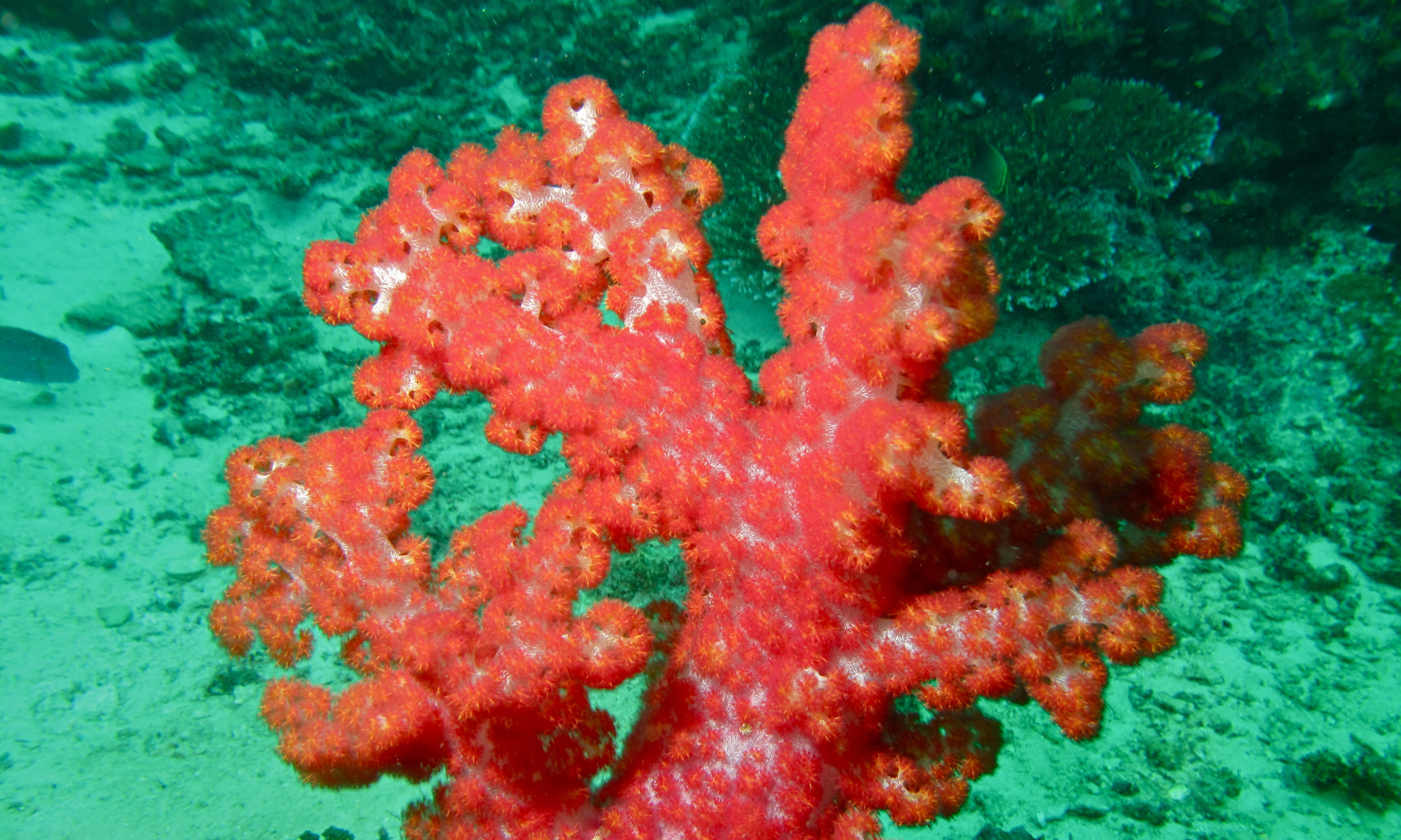
Colonia de Dendronephthya sp. en Sabah
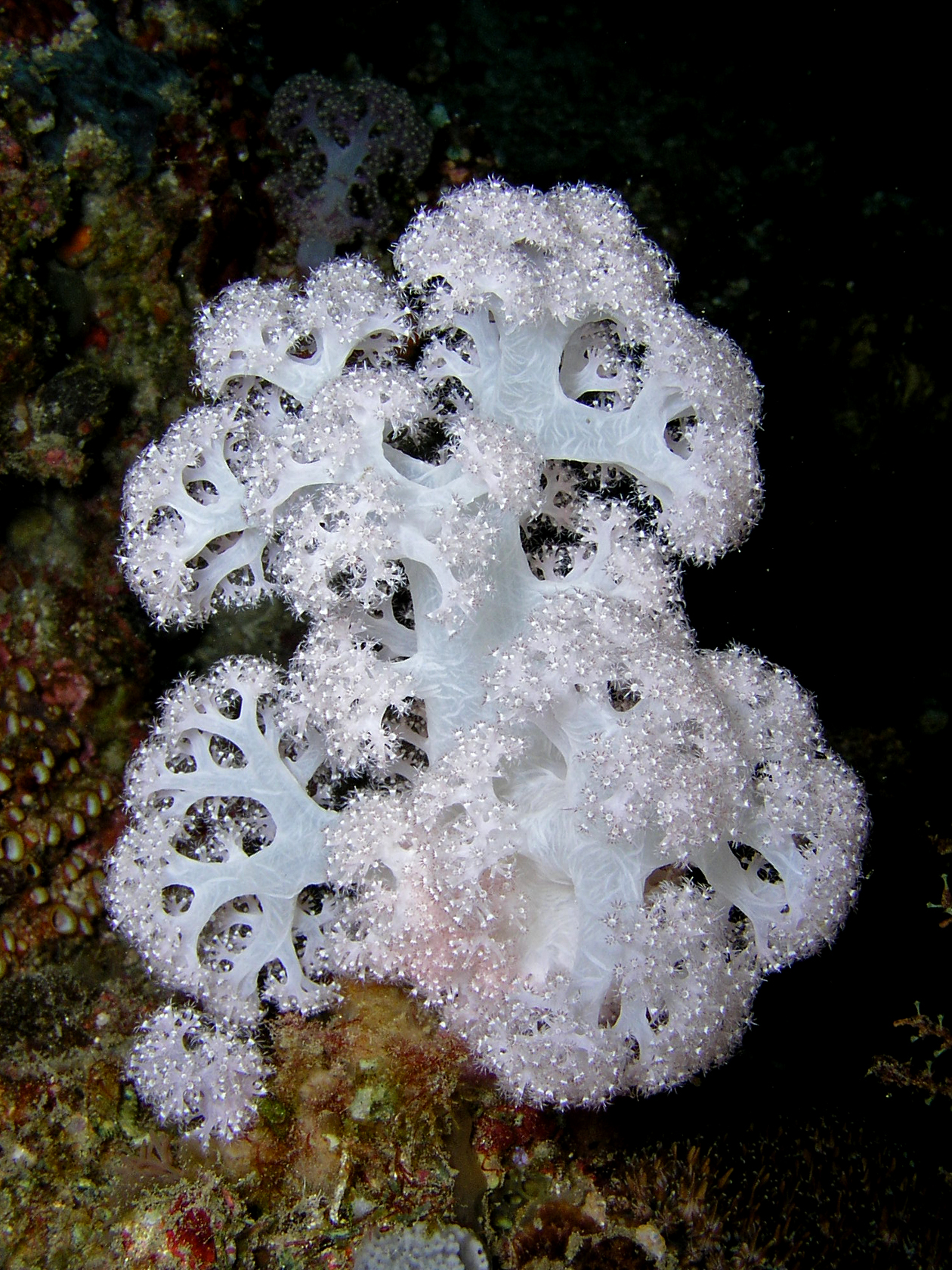
Dendronephthya en Timor Este